# Borsa de Tel-Aviv
La Borsa de Tel-Aviv (en hebreu: הבורסה לניירות ערך בתל אביב) Col·loquialment coneguda com la Borsa, es va fundar en 1953. És l'única borsa de valors a Israel. La borsa és l'únic mercat públic de valors comercials a Israel. Exerceix un paper important en l'economia israeliana. Dins d'ella hi ha unes 622 empreses, de les que 60 figuren també en les borses de valors en altres països. Hi ha uns 180 tipus de fons cotitzats, 60 bons de l'Estat, 500 bons corporatius, i més de 1.000 fons d'inversió. Són 29 membres els que formen la Borsa. La llista de membres indica que un dels membres és un candidat.

## Història
El precursor de l'actual borsa va ser la oficina d'intercanvi de valors (Exchange Bureau for Securities), que va ser fundada pel Banc Anglo-Palestí (que es va convertir en el Banc Leumi) en l'any 1935. Amb el ràpid creixement de l'economia israeliana després de la fundació de l'Estat, una borsa de valors formals es va incorporar i van començar les seves operacions en l'any 1953. En 1983 la seva seu es va traslladar a la seva ubicació actual a Tel-Aviv.

## Classificació
La Borsa ofereix quatre programes segons els quals les empreses poden classificar-se o llistar-se en la borsa: tres programes per a les empreses de funcionament normal, i un programa de risc addicional per a les empreses de tecnologia en etapa de desenvolupament. A més, la borsa té un programa per al llistat de Societats Limitades.
La Llei de doble venda que va entrar en vigor a l'octubre de 2000 permet a les empreses que figuren als Estats Units o a Londres comptar amb doble llista en la Borsa sense cap mena de requisits reglamentaris addicionals. Al 31 de desembre de 2006, 39 empreses israelianes posseeixen cotització dual en la Borsa, en compliment d'aquest marc.
A partir de 2007, el valor total del mercat de valors de renda variable s'expliquen en 202,7 mil milions dòlars, en comparació dels 161,4 mil milions dòlars en 2006, els 122,6 mil milions dòlars en 2005 i els 92,1 mil milions dòlars en 2004.